# Prunus pogonostyla
Prunus pogonostyla är en rosväxtart som beskrevs av Carl Maximowicz. Prunus pogonostyla ingår i släktet prunusar, och familjen rosväxter. Utöver nominatformen finns också underarten P. p. obovata.